# Deformació professional
La deformació professional és la tendència a veure les coses des del punt de vista de la pròpia professió en lloc de tenir una perspectiva més àmplia. Es pot considerar un joc de paraules del concepte formació professional. Això implica que la formació professional sovint resulta en una distorsió de la manera en què es percep el món. La dita: quan l'únic instrument que tens és un martell, tot t'acaba semblant un clau caracteritza a aquest fenomen.